# XRumer
XRumer – program pod Windows służący do pozycjonowania stron internetowych. Aplikacja automatycznie rejestruje się na popularnych typach forów dyskusyjnych i spamuje je postami z linkiem do wybranej strony, dzięki czemu liczba odwiedzin na stronie wzrasta, podobnie jak pozycja w wynikach wyszukiwarek internetowych. Obsługuje automatyczne rozpoznawanie CAPTCHA, aktywacje e-mailowe przed wysłaniem wiadomości na forum, rejestrowanie nowych e-maili, użycie proxy (tak by administrator forum nie zorientował się po adresie IP, że spamuje go ta sama osoba). Potrafi też dodawać wpisy na blogach oraz księgach gości, choć nie jest to jego głównym zadaniem.

## Podstawowe możliwości programu
- Automatyczne zakładanie skrzynki pocztowej na ogólnodostępnych serwisach.
- Potwierdzania e-maili aktywacyjnych, niezbędnych do zakończenia procesu rejestracji na forum/platformie blogowej.
- Uzupełnianie (tworzenie) danych profilowych użytkownika, których program używa do rejestracji na forum – możliwość używania wielu zmiennych celem tworzenia unikalnych nicków.
- Możliwość umieszczania linków w danych profilowych – widocznych na stronie profilowej użytkownika.
- Tworzenie nowych tematów na forum lub odpowiadanie w istniejących już wątkach. Program potrafi wyszukać powiązane tematycznie wątki lub umieszczać posty w kategoriach bez określonego tematu – Offtopic.
- Możliwe jest zakładanie określonych tematów z jednego konta użytkownika, następnie odpowiadanie na dany temat z odrębnego konta – utrudnia to moderatorom zaklasyfikowanie wpisu jako spamowego (gdy wpisy powiązane są tematycznie).
- Wysyłanie prywatnych wiadomości do użytkowników forum.

## Hrefer
Hrefer jest darmowym dodatkiem do programu XRumer (można jednak zakupić go osobno), umożliwia on wyszukiwanie forów internetowych, blogów lub innych miejsc, w których program może umieszczać wpisy. Hrefer wykorzystuje popularne wyszukiwarki internetowe celem odnalezienia pożądanych miejsc w sieci. Dzięki odpowiednim filtrom możliwe jest wyszukanie witryn o określonej tematyce (zawierających określone frazy) oraz opartych na określonych skryptach (fora, księgi gości). Hrefer może korzystać z proxy – zmieniając je cyklicznie, unika blokady nakładanej na adres IP użytkownika za zadawanie dużej liczby automatycznych zapytań.

## XEvil
Od pewnego czasu wraz z XRumer dostępny jest zewnętrzny soft do łamania zabezpieczenia CAPTCHA XEvil. XEvil rozwiązuje obecnie ponad 8400 rodzajów zabezpieczenia CAPTCHA, między innymi reCaptcha Google.
Program XEvil można wykorzystywać do łamania zabezpieczenia CAPTCHA w innych programach do automatycznego publikowania linków.

## Modyfikacje
Program XRumer można modyfikować celem „nauczenia” go obsługiwania nowych skryptów – for, platform blogowych. Można tego dokonać, edytując określone pliki tekstowe, z których XRumer korzysta – „LogicFiles” – zawierają one informacje dotyczące uzupełniania pól w formularzach rejestracji, aktywowania linków rejestracyjnych w odebranych e-mailach, uzupełniania i publikowania wpisu.
Opcja modyfikowania programu w ten sposób umożliwia wykorzystanie nowych miejsc, niezależnie od aktualizacji programu przez samych twórców. Jest również dostępny dodatek wbudowany w program Mod Creator, który służy do tworzenia modyfikacji plików logiki programu, właśnie do "nauki" obsługi nowych skryptów przez XRumera.

## Wersje programu
Program jest rozwijany od 2005 roku i doczekał się wielu edycji. Najnowsza z nich to XRumer 19.0 + XEvil 4.0 (stan na 2019 rok). Kolejne edycje programu wiążą się z rozbudową kluczowych możliwości – obsługą nowych skryptów for/blogów oraz automatycznym łamaniem nowszych typów zabezpieczeń CAPTCHA.